# Scrophularia taihangshanensis
Scrophularia taihangshanensis là một loài thực vật có hoa trong họ Huyền sâm. Loài này được C.S. Zhu & H.W. Yang miêu tả khoa học đầu tiên năm 1997.